# Carl zu Erbach-Erbach

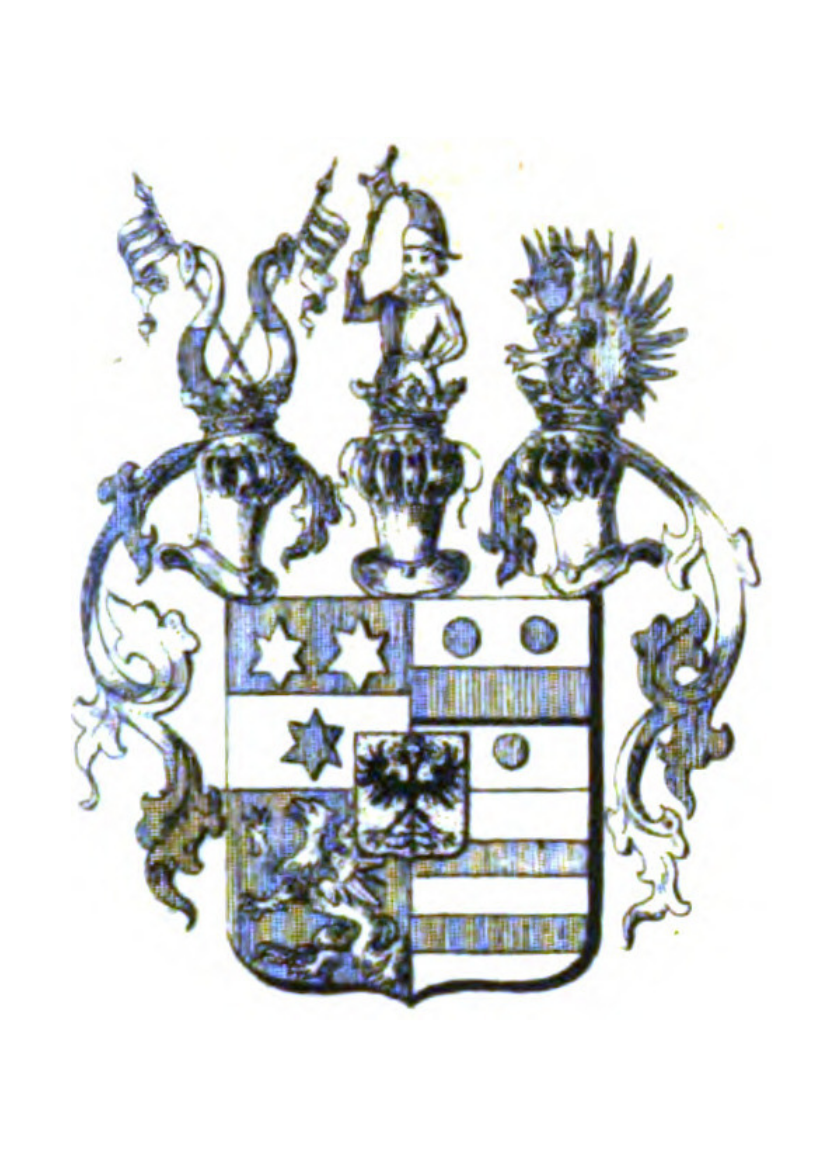
Wappen der Grafen zu Erbach-Erbach und von Wartenberg-Roth (Schildviertel 1: Grafen zu Erbach, 2: Grafen Kolb von Wartenberg, 3: Reichsabtei Rot an der Rot, 4: Herren zu Breuberg; Herzschild: kaiserliches Gnadenwappen mit doppelköpfigem Reichsadler und dem Buchstaben F [für Kaiser Franz I.])

Franz Carl Friedrich Ludwig Wilhelm Graf zu Erbach-Erbach, Herr zu Breuberg und Wildenstein, gezählt als Carl II. (auch Karl geschrieben), seit 1806 durch Adoption zugleich Graf von Wartenberg-Roth, Herr zu Curl und Ostermannshofen (* 11. Juni 1782 in Erbach (Odenwald); † 14. April 1832 ebenda), war Angehöriger des altadeligen Hauses Erbach, ein deutscher Standesherr und als solcher Mitglied der Ersten Kammer der Landstände des Großherzogtums Hessen sowie der Kammer der Standesherren der Württembergischen Landstände.

## Familie
Carl zu Erbach-Erbach war das fünfte Kind und der erste von zwei Söhnen des Grafen Franz I. zu Erbach-Erbach (1754–1824) aus seiner ersten Ehe mit Luise Charlotte Polyxene zu Leiningen-Dagsburg (1755–1785). Er heiratete 1818 Anna Sophie zu Erbach-Fürstenau (1796–1845). Ihre Kinder waren der später regierende Graf Eberhard XV. zu Erbach-Erbach (1818–1884) und die Tochter Louise Emilie Sophie (1819–1894).
Im Jahr 1804 wurden Carl und sein jüngerer Bruder Friedrich (1785–1854) vom erbenlosen Grafen Ludwig Kolb von Wartenberg (1752–1818), dem Bruder der zweiten Ehefrau des Grafen Franz I. und Witwe des Grafen Friedrich August zu Erbach-Fürstenau (1755–1844), Charlotte Louise Polyxene geb. Kolb von Wartenberg (1755–1785), adoptiert, wodurch sie mit kaiserlicher Genehmigung vom Januar 1806 zusätzlich Titel und Wappen der Grafen von Wartenberg-Roth erhielten, ohne jedoch den alten Stammesnamen Kolb ihres Adoptivvaters fortzusetzen.

## Leben
Nach Privatunterricht durch Hauslehrer strebte Carl eine Militärlaufbahn an. Bereits 1800 nahm er im Rahmen des Zweiten Koalitionskrieges als Freiwilliger an den Gefechten bei Hanau und Bergen teil, um dann Ende 1800 als Lieutenant in die Bayerische Armee im Regiment der Chevaulegers „Kurfürst“ (später „König“) einzutreten, darauf wurde er Rittmeister im Chevaulegers-Regiment „Erbprinz von Leiningen“. Mit diesem Regiment als Teil der vereinigten bayerischen und französischen Truppen nahm er 1805 am Feldzug gegen Österreich teil. 1807 geriet Carl in Gefangenschaft des preußischen Freischärlers Ferdinand von Schill, konnte aber von einem bayerischen Streifkorps kurze Zeit später befreit werden, sodass er bis zum Frieden von Tilsit im Juli 1807 aktiv in die militärischen Aktionen, zuletzt als Major, eingebunden blieb.
Anfang 1809 schied Carl im Range eines Obristlieutenants à la suite aus dem Militärdienst aus, um von seinem älter werdenden Adoptivvater Ludwig Kolb von Wartenberg-Roth die Verwaltung von dessen Besitz, die als „Reichsgrafschaft Wartenberg-Roth“ säkularisierte Reichsabtei Rot an der Rot, als Mitbesitzer zu übernehmen. Diese hatte Ludwig Kolb im Reichsdeputationshauptschluss 1803 als Entschädigung für seine an Frankreich verlorenen linksrheinischen Besitzungen erhalten. Über die Grafschaft übte Ludwig zunächst die volle Souveränität aus, 1806 wurde sie jedoch in das Königreich Württemberg mediatisiert. Carl lebte von da an vornehmlich in Rot an der Rot und nannte sich nunmehr unter Zusammenfassung der Erbacher und Wartenberger Titel Graf zu Erbach-Erbach und von Wartenberg-Roth, Herr zu Breuberg, Wildenstein, Curl und Ostermannshofen, ebenso wie sein ebenfalls adoptierter jüngerer Bruder Friedrich.
Als sich 1813 nach der Völkerschlacht bei Leipzig das Kriegsglück von Napoleon abgewandt hatte, eilte Carl gemeinsam mit seinem noch im Militärdienst stehenden Bruder Friedrich erneut zu den bayerischen Truppen unter dem Oberbefehl des Generals Carl Philipp von Wrede, unter welchem er schon zuvor gedient hatte, nunmehr aber, um gegen den ehemaligen Verbündeten Frankreich zu kämpfen.
Carl zu Erbach-Erbach kehrte 1817 nach Erbach zurück, heiratete zu Jahresbeginn 1818 und übernahm nach dem Tod seines Adoptivvaters Ludwig im März 1818 als regierender Graf die Standesherrschaft Wartenberg-Roth im Königreich Württemberg; er war damit der erste tatsächliche Graf von Wartenberg aus dem Hause Erbach. Nach dem Tod seines leiblichen Vaters Franz im März 1823 wurde er zugleich regierender Graf der Standesherrschaft Erbach-Erbach im Großherzogtum Hessen. Als Standesherr war Carl als Graf zu Erbach-Erbach Mitglied der Ersten Kammer der Landstände des Großherzogtums Hessen (1820–1821 in Vertretung seines Vaters Franz und 1823–1830 als geborenes Mitglied) sowie als Graf von Wartenberg-Roth Mitglied der Kammer der Standesherren der Württembergischen Landstände (1819–1831).
Im Jahr 1829 wurde er aufgrund seiner im Königreich Bayern liegenden Besitzungen (Amt Wildenstein aus dem Erbacher Erbe und Amt Steinbach aus dem Wartenberg-Rother Erbe) als Graf von Erbach-Wartenberg-Roth in die Grafenklasse der Bayerischen Adelsmatrikel aufgenommen. Er war Flügeladjutant des Königs von Bayern, erhielt das Großkreuz des Guelphen-Ordens und war Ritter des Königlich Preußischen Johanniter-Ordens.
Carl zu Erbach-Erbach und von Wartenberg-Roth starb nach längerem Leiden, noch nicht 50 Jahre alt, in seinem Stammschloss in Erbach. Nachfolger als regierender Graf in beiden Grafschaften wurde sein ältester Sohn Eberhard, der jedoch – ebenso wie seine Schwester Louise – bis zur Volljährigkeit unter der Vormundschaft seiner Mutter und deren Bruder Albrecht zu Erbach-Fürstenau (1787–1851) stand.